# Vester Vedsted Sogn
Vester Vedsted Sogn er et sogn i Ribe Domprovsti (Ribe Stift).
Indtil 1738 var præsterne i Vester Vedsted også lektorer i teologi i Ribe. I 1800-tallet var Vester Vedsted Sogn stadig et selvstændigt pastorat. Vester Vedsted Sogn hørte til Ribe Herred i Ribe Amt. Vester Vedsted sognekommune blev dannet i 1867 og blev ved kommunalreformen i 1970 indlemmet i Ribe Kommune, der ved strukturreformen i 2007 indgik i Esbjerg Kommune.
I Vester Vedsted Sogn ligger Vester Vedsted Kirke.
I sognet findes følgende autoriserede stednavne:
- Bjørnkær (areal, bebyggelse)
- Egebæk (bebyggelse)
- Lillebjerg (areal)
- Nørenge (areal)
- Nørre Trækær (bebyggelse)
- Okholm (bebyggelse)
- Præstegade (bebyggelse)
- Sønder Farup (bebyggelse, ejerlav)
- Sønder Farup Hede (areal)
- Sønder Farup Mark (bebyggelse)
- Sønderenge (areal)
- Tradsborg Plantage (areal)
- Vester Vedsted (bebyggelse, ejerlav)